# قزل بلاغ (هشترود)
قزل‌ بلاغ هي قرية في مقاطعة هشترود، إيران. عدد سكان هذه القرية هو 91 في سنة 2006.